# Trophée des champions 1995
La Supercoppa di Francia 1995 (ufficialmente Trophée des champions 1995) è stata la ventesima edizione della Supercoppa di Francia, la prima organizzata dalla Ligue de Football Professionnel.
Si è svolta il 3 gennaio 1996 allo Stadio Francis-Le Blé di Brest tra il Nantes, vincitore della Division 1 1994-1995, e il Paris Saint-Germain, vincitore della Coppa di Francia 1994-1995.
A conquistare il titolo è stato il Paris Saint-Germain che ha vinto per 6-5 ai rigori dopo il 2-2 dei tempi regolamentari.

## Partecipanti
| Squadre             | Qualificazione                             | Partecipazioni precedenti (il grassetto indica la vittoria) |
| ------------------- | ------------------------------------------ | ----------------------------------------------------------- |
| Nantes              | Vincitore della Division 1 1994-1995       | 3 (1965, 1966, 1973)                                        |
| Paris Saint-Germain | Vincitore della Coppa di Francia 1994-1995 | 1 (1986)                                                    |

## Tabellino
| Arbitro: | Pauchard |

|                                                           |                      |                                                           |
| Nouma 15’ Djorkaeff 38’                                   | Marcatori            | 27’ Ouédec 32’ Cauet                                      |
| Le Guen Djorkaeff Raí Nouma Colleter Dely Valdés Fournier | Tiri di rigore 6 – 5 | Carotti Gourvennec Pignol Pedros Cauet Peyrelade Makélélé |

### Formazioni
| Paris Saint-Germain: |  |                         |
|                      |  |                         |
| P                    |  | Bernard Lama            |
| D                    |  | José Cobos              |
| D                    |  | Stéphane Mahé           |
| D                    |  | Paul Le Guen            |
| D                    |  | Patrick Colleter        |
| C                    |  | Laurent Fournier        |
| C                    |  | Raí (c)                 |
| C                    |  | Pierre Ducrocq          |
| C                    |  | Youri Djorkaeff         |
| A                    |  | Julio César Dely Valdés |
| A                    |  | Pascal Nouma            |
| Allenatore:          |  |                         |
| Luis Fernández       |  |                         |

| Nantes:              |  |                      |  |     |
|                      |  |                      |  |     |
| P                    |  | Dominique Casagrande |  |     |
| D                    |  | Serge Le Dizet       |  | 46’ |
| D                    |  | Bruno Carotti (c)    |  |     |
| D                    |  | Éric Decroix         |  |     |
| D                    |  | Christophe Pignol    |  |     |
| C                    |  | Claude Makélélé      |  |     |
| C                    |  | Jean-Michel Ferri    |  |     |
| C                    |  | Benoît Cauet         |  |     |
| C                    |  | Reynald Pedros       |  |     |
| A                    |  | Japhet N'Doram       |  | 69’ |
| A                    |  | Nicolas Ouédec       |  | 46’ |
| Sostituzioni:        |  |                      |  |     |
| D                    |  | Jean-Marc Chanelet   |  | 46’ |
| C                    |  | Jocelyn Gourvennec   |  | 46’ |
| A                    |  | Laurent Peyrelade    |  | 69’ |
| Allenatore:          |  |                      |  |     |
| Jean-Claude Suaudeau |  |                      |  |     |